# Desde cuándo
«Desde cuándo» es una canción escrita e interpretada por el cantautor español Alejandro Sanz, y sirvió como segundo sencillo promocional del octavo álbum de estudio Paraíso Express (2009).

## Video musical
El video fue filmado en los estudios Golden Oak Ranch de Disney en Los Ángeles, California. Fue dirigido por Pedro Castro, quien también dirigió el video musical "Looking for Paradise". También es protagonizado por la actriz estadounidense Eva Longoria como enamorada de Sanz. El video comienza con Alejandro Sanz y Eva Longoria acostados juntos en una cama. Luego él se levanta y comienza a cantar la canción mientras toca un piano que hay en la cabaña.

## Posicionamiento
| Listas (2010)                  | Máxima posición |
| ------------------------------ | --------------- |
| Brasil Hot 100                 | 54              |
| Chile Top 100                  | 3               |
| España Top 50                  | 5               |
| México Top 100                 | 2               |
| México Top 40                  | 2               |
| Top Latino                     | 7               |
| U.S. Billboard Hot Latin Songs | 18              |
| U.S. Billboard Latin Pop Songs | 3               |
| Uruguay Top 50                 | 6               |

### Ventas y certificaciones
| País   | Certificación | Ventas totales |
| ------ | ------------- | -------------- |
| España | Oro           | 20 000         |